# Alessandro da Conceição Pinto
Alessandro da Conceição Pinto, mais conhecido como Alessandro (Tócos, 21 de Setembro de 1977), é um ex-futebolista brasileiro que atuava como lateral-direito. Atualmente, trabalha como auxiliar-técnico na equipe de aspirantes do Atlético-PR.

## Carreira
O jogador iniciou nas categorias de base do Americano em 1992. Chegou ao Vasco em 1994. Nas categorias de base cruzmaltina atuava como volante. Contudo, devido a sua extrema capacidade para efetuar cruzamentos, foi deslocado para a lateral-direita, posição que ocupa até hoje. Alessandro subiu para os profissionais do Vasco em 97. Pouco aproveitado na equipe titular, por ter brigado com Felipe, o dono da posição, por julgar-se melhor que ele, o jogador pediu para sair e foi para o Roma por 7 milhões de dólares. Ainda jogou por Ituano, Mirassol e Bangu.
Alessandro destacou-se ao defender o Atlético Paranaense, clube em que chegou em 2000 por 3 milhões de reais (contratação mais cara da história do futebol paranaense até então) e pelo qual foi campeão brasileiro em 2001, eleito pelos torcedores paranaenses como craque do campeonato e herói da conquista. Suas boas atuações o levaram a ser convocado para a Seleção Brasileira de Futebol, onde marcou época. Atuou ainda por Atlético Mineiro e São Caetano.
Acertou sua transferência para o Botafogo em junho de 2007. No final de 2007, chegou a ser oficialmente dispensado pela diretoria do alvinegro, mas a torcida clamou por sua permanência e o clube reviu sua posição e acabou renovando contrato até a metade do ano de 2008, temporada em que teve um aumento de produtividade em campo e obtendo a condição de titular. No fim de 2011, a renovação entre Botafogo e Alessandro estava praticamente certa, mas por um problema de última hora no contrato, o Botafogo resolveu desistir da negociação e dispensou o jogador.
Em Janeiro de 2012, acertou com o Botafogo-SP para a disputa do Campeonato Paulista, no qual o Botafogo-SP foi quase rebaixado. No clube, Alessandro se destacou após uma grande partida em que teve que marcar Neymar no Campeonato Paulista contra o Santos e conseguiu deixar o jogador sem marcar gols até a sua substituição, quando Neymar então fez 3 gols após sua saída.
No dia 1 de maio de 2012, Alessandro viu com bons olhos voltar a disputar a Série A do Campeonato Brasileiro, e assim acertou com o Náutico para a disputa do mesmo.
Em 2013, foi contratado pelo Metropolitano, clube da cidade de Blumenau - SC.
No clube blumenauense, Alessandro tem se tornado um líder, em 2013 quase levou o o verdão para as semi-finais do campeonato catarinense, time que foi carinhosamente chamado de Metrô Bala do Vale, pois era muito rápido e passava "por cima" dos adversários.
Já em 2014, liderou o time que se classificou em primeiro lugar na primeira fase do catarinão, tendo a oportunidade de jogar o quadrangular final e se tornando um dos maiores ídolos da torcida do jovem Metropolitano.
Em maio de 2015, Alessandro acerta seu retorno ao Atlético-PR, após 11 anos de sua última passagem, e assinou contrato sem custos. Recebeu uma homenagem do clube no jogo em casa contra o Flamengo, no dia 29 de novembro de 2015. Na ocasião, atuou durante o primeiro tempo da vitória de 3x0 do Furacão. Ao ser substituído, recebeu uma faixa e foi aplaudido pela torcida.
Em janeiro de 2016, Alessandro não confirmou sua aposentadoria e defendeu o Operário Ferroviário durante o Campeonato Paranaense.

## Títulos
Vasco da Gama
- Campeonato Brasileiro: 1997
- Campeonato Carioca: 1998

Atlético-PR
- Campeonato Paranaense: 2001
- Campeonato Brasileiro: 2001
- Supercampeonato Paranaense: 2002

Botafogo
- Taça Rio: 2008 e 2010
- Copa Peregrino: 2008
- Taça Guanabara: 2009 e 2010
- Campeonato Carioca: 2010